# Heerevelden
Heerevelden is een wijk in het Tilburgse stadsdeel de Reeshof. Met ruim 2000 inwoners, is de wijk onder te verdelen in de twee buurten Heerevelden Oost en Heerevelden West. Het oostelijke en daardoor grootste deel van het Reeshofpark valt tevens binnen Heerevelden. Noordelijk wordt de woonwijk begrenst door de Langendijk en zuidelijk vormen de Reeshofdijk en winkelcomplex de Heyhoef de grens. Alle straatnamen zijn vernoemd naar Nederlandse woonplaatsen die met de letter H beginnen, waarmee de wijk officieus ook als H-buurt bekend staat.
In de jaren tachtig en jaren negentig zijn de eengezinswoningen van Heerevelden gebouwd, waarvan ruim driekwart koopwoningen betreft. De wijk heeft geen meersgezinswoningen en het overgrote merendeel van de verblijfsobjecten heeft een woonfunctie als gebruiksdoel. Verder is Heerevelden zeven speeltuintjes eigen en telt de wijk enkele aan woningen grenzende watergangen.